# 島田清次郎
島田 清次郎（しまだ せいじろう、1899年（明治32年）2月26日 - 1930年（昭和5年）4月29日）は、日本の小説家。文壇で有名であった時代には「島清」という略称でも呼ばれた。

## 生涯

### 世の中への怒り
石川県石川郡美川町（現・白山市）の生まれ。早くに父・常吉（回漕業）を海難事故で亡くし、母・みつの実家で育つ。母の実家は金沢市内の茶屋街（西廓）で貸座敷も営み、この環境が彼の文学と性格に影響を与えた。幼い頃から芸妓街で嫌々客をとらされる芸者たちや貧乏ゆえに恋愛も許されない若者を身近に見ながら育ち、他方、政治家・官僚などがまともな政治を行わずに貧民が日本に多くいることへの憤りを募らせたことが、代表作となる『地上』の執筆動機となる。

### 反抗と自殺未遂
1911年（明治44年）、野町小学校尋常科を優秀な成績で卒業し、石川県立金沢第二中学校（現・石川県立金沢錦丘高等学校）に進学。ここでも良い成績をおさめていたが、教師に対して反抗的な態度をとることも多く停学処分を数回受けている。13歳の時には「自分の天才が世に認められない」との理由で自殺を図った。未遂に終わったものの、自ら「天才に学校の器が合わない」と感じ、1912年（明治45年）春、縁故のつてで上京、高輪の信託事業家（東京信託株式会社専務取締役）・岩崎一の邸に寄宿し明治学院普通学部（現・明治学院高等学校）に転入、母も女中頭として住み込むこととなった。ここでも2番という優秀な成績を修め、校内雄弁大会でたびたび1位となり学外の弁論大会にも出場し、少年時代の中西悟堂、加藤勘十らと覇を競うなどの早熟を示した。ところが、ここでも母の再婚話を容れられず悶着を起こし、岩崎と言い争いをした挙句に独り金沢へ戻った。

### 退学処分
金沢第二中学校3学年に首席で復学するが、祖父が投資の失敗により失踪、金銭的に苦境に立たされていたことから、堅実な会社員にしたい叔父の意向で石川県立金沢商業学校本科（現・石川県立金沢商業高等学校）に転校した。実業学校に馴染めず学業を怠り、この頃からトルストイ、ドストエフスキーに触れ文学に熱中し、同人誌に寄稿した。また、「加賀の三羽烏」と称ばれた浄土真宗大谷派の宗教家・暁烏敏（明達寺）、藤原鉄乗（淨秀寺）、高光大船（専称寺）のもとに通う。校内弁論大会で校長を非難し停学処分となり、養育者である叔父の怒りを買った挙句に、学費未納により退学処分となる。

### 二度目の自殺未遂
1914年（大正3年）秋、株式取引所や新聞社で働きながら大学を志し再び上京。母の再婚先である浅草橋には居づらく、神田の洋品店に住み込み出版社の外交員などをしながら『世界新聞』に投稿、小品（近什二編：『漂泊者』一 - 五 / 『路上』一 - 五）が掲載された。自らの環境、運命を改変し、往くべき途を開拓するには「文筆に頼るしかない」と長編の執筆に焦るが、思うにまかせずここでも自殺を図った。1916年（大正5年）春、自殺未遂事件で母は離婚し母子ともに金沢に戻る。母の実家はすでに没落しており、このため母と共に金沢市外、犀川下の貧民街（養鶏場の一隅と伝えられる）に住み、母の針仕事に助けられながら、のちの『地上』の原型となる習作を書き始めた。この頃の未定稿『大地炎上』『地上』草稿（タイトルも名前も付されていないが、明らかな後の第一部の原型）」が遺されている（石川近代文学館蔵。

### 「地上」発表
1916年8月27日、『萬朝報』懸賞小説に当選し、『加賀平野に芽ぐむもの』が掲載され賞金10円を得る（のちに『地上』第二部に援用）。痼疾の蓄膿症に悩みながらも自伝的長編を綴り、1917年（大正6年）5月、自身に理解を示していた暁烏敏の紹介で6月から11月にかけて『中外日報』に長編『死を超ゆる』の連載が実現（のちの『地上』第二部「地に叛くもの」）。このささやかな成功により、初めて地方の文学愛好の読者と文通を交わすことになり、さらなる文学的雄飛を促すようになっていった。続く長編第二作（少なくとも1,000枚）を構想、文通仲間であった大熊信行の勧めに『死を超ゆる』の出版と上京を決意するが、程なくして断念。石川県七尾町にあった鹿島郡役所書記補の仕事（月給5円）に就きながら、1918年（大正7年）7月26日、ロマン・ロランの「ジャン・クリストフ」にインスパイアされ、自己の内面史を拡大視した長編『地上』を開稿（のちの第一部「地に潜むもの」）、1919年（大正8年）1月31日脱稿した。この間、連載小説（未完）が縁となって中外日報社主・真渓涙骨に迎えられ京都・清水坂に下宿、記者生活を送る（月給50円）。
1918年夏から書き始めた自伝的小説『地上』の原稿は、中外日報主筆である伊藤証信（無我苑主宰）の推薦により生田長江に送られ、長江の絶賛と推薦のもと、1919年（大正8年）4月上旬新人の書き下ろしをシリーズ的に出版していた新潮社の中村武羅夫（『新潮』担当）、社長佐藤義亮らによって出版が決定した。
1919年6月8日、フランス装の『地上 I   地に潜むもの』が上梓される（初版3000部、印税なしの契約）。これが実質的な文壇デビューの作となった。芥川龍之介は「僅かに行年二十歳の青年の作であることを思へば、少なくともその筆力の雄健な一点では、殆ど未来の大成を想見せしめるものがある。」と「大正八年度の文藝界（東京日日）」に誌し、菊池寛は後に「第一巻の如き凡庸者の手になるものではない」と評した。この頃、全国的に大流行したスペイン風邪に罹り入院している。
東京帝国大学を中心とする学生グループ新人会の新明正道は「島田清次郎論」を発表（『解放』第2巻　1号 1920）、吉野作造の娘・明子も好意的に接したという。その間も『地上』は版を重ね、徐々に3万部を越える。『地上』第二部「地に叛くもの」は、河上肇、福田徳三、厨川白村ら推薦の広告も手伝ってさらに部数を伸ばし、以降も、『早春: 白刃か、然らずんば涙をたゝえて微笑せよ（聚英閣）』『大望（たいもう）』『静かなる暴風（第三部）』『帝王者』『閃光雑記』『勝利を前にして』と、ひたすらに発する連作に、後年「輪転機から札束が湧き出た」と言われるほどであった。『地上』は江馬修の『受難者』、賀川豊彦の『死線を越えて』と並ぶ大正期の代表的なベストセラー（文芸書部門）となり、朝鮮や中国など海外にも熱烈な読者を数多く生んだ。『地上』の成功に気を良くした彼は、自らを「精神界の帝王」と恃むようになる。

### 社会主義への傾倒
その後は社会主義運動・理想社会思想に傾倒し、ソビエト的な理想社会主義を掲げ全国をアジテーションして周る活動を行いながら『地上』は第四部まで刊行が進む。この間、堺真柄に好意を持ち婚姻を申し込もうとしたが、父親（堺利彦）からはぐらかされて相手にされなかった。『地上』第三部「静かなる暴風」は、初版三万部、発売即日完売、重版につぐ重版と、巨万の印税が入るようになって身なりも生活も豪奢となり、月々1,000円を使ったといわれるほどの「大正成金」ぶりであったが、社会改革という高邁な理想を掲げる反面、現実面での内的寂寥は昂ずるばかりで、放縦・放恣な生活に堕し、奔放な女性関係や卑屈の裏返しというべき虚栄・倨傲さが関係者から嫌われる原因となり、次第に文壇から孤立していった。それでも、長江や徳富蘇峰、佐藤春夫など彼の才能を高く評価する向きは少なくなかった。『地上』は総売上げ部数30万部を超え、人気は絶頂に達した。同じ1899年生まれの新進作家・川端康成は『文藝時代』に「新しい時代の常識となり得る程の広い人生観を含んだ作品こそ、世界が求めてゐる文藝だ。（文壇波動調）1925年」と肯定的に記した。

### 人気凋落とスキャンダル
1922年（大正11年）、出版社の勧めにより船でアメリカ、ヨーロッパを周る旅に出発。 杉森久英の評伝小説『天才と狂人の間』ではアメリカにて大統領クーリッジとも面会したと伝えているが、当時クーリッジは副大統領であり、大統領ではない。おそらく事実ではないだろう。ロンドンで開かれた第一回国際ペンクラブ大会に出席し、初の日本人会員に推され『ON EARTH（地上）』の翻訳出版も決定したという。ドイツでは、ベルリンの花街で娼婦と一夜をともにした際に900万マルクを女に盗まれ、「東京のプリンスが騙された」と当地の新聞に報じられた。
帰国後、『地上』第五巻として長編小説『改元』を書き上げ出版。この頃『地上』シリーズは実売部数が総計50万部ともいわれた。海外視察後の高揚・膨張した覇気のもと、『世界の現状及び将来』『革命の原理』『釈迦』と大著を誌し（いずれも未刊）世界革命・宗教改革を標榜する一方で、「大言壮語」「誇大妄想」「宇宙以下の話はしないシマセイ」などと揶揄する周囲の無理解や嘲笑に苦しみ、焦燥はつのり、ますます驕傲・奇矯な振る舞いが狂的なまでにエスカレートする。生田をはじめとする数少ない文壇での支持者も、この頃には離れていった。
次第に人気が熱を喪いつつある中、自身にしばしばファンレターを送る東京府立第三高等女学校（現・東京都立駒場高等学校）生徒の舟木芳江（石川県出身の海軍少将舟木錬太郎の娘で、文学者舟木重雄、舟木重信の妹、のちに中野要子の名でプロレタリア演劇女優）を半ば強引に誘いだし、徳富蘇峰に仲人を依頼するため泊まりで葉山に向かうが、帰途、逗子駅で、皇太子（昭和天皇）の葉山御用邸行啓を警備中の警官に怪しまれ尋問、検束される。この知らせを受け、婦女子誘拐、監禁・陵辱・強姦を行ったとして舟木家側が告訴。後日、恋文の存在や徳富蘇峰らの証言で無実だということになり告訴も取り下げられたものの、この事件は大きくマスコミに取り上げられ、裁判での多額の弁護料の支払も重なり、物心ともに一気に凋落することとなった。この舟木芳江事件の顛末を、徳田秋声は『解嘲』として発表した（1925年）。この頃には作品が全く売れなくなり、出版社からも出入り禁止となった。紙型工程にまで仕上がっていた新作『釈迦』も未刊のままになったという。1924年（大正13年）には金銭的にも逼迫し、文壇の知り合い宅に金の無心に現れる姿が、正宗白鳥「来訪者」（1924年）や中山啓（忠直）の回想（1927年）、『文藝春秋』のゴシップ記事ほかに描かれている。『随想 雨滴（あまだれ）の音を聴きつつ』が菊池寛により『文藝春秋』に掲載されたが、これが文壇的絶筆となった。

### 統合失調症と死
1924年7月末夜半、巣鴨駅付近、東洋大学から大正大学に向かう白山通り路上を血まみれの浴衣姿で池袋の知人（ロンドンで知り合った新聞記者・箸本太吉）宅に向け人力車で通行中、折りしも爆弾テロ警戒中の警察官に職務質問され、「帝国ホテル従業員に殴られた」「追いかけてきた右翼壮士により日比谷公園内で暴行を加えられ血だらけとなった」などと口にしたため、巣鴨警察署に検束される。警視庁監督官である金子準二（東京警視庁技師）による精神鑑定の結果、統合失調症と診断され、巣鴨庚申塚の保養院に収容された。菊池寛は失脚後の彼に向けて「島田清次郎を憫む」を『文藝春秋』に掲載した（1924年）。この菊池の生原稿は、その後も長く、文藝春秋社が開催する文藝史展などで「菊池寛の直筆原稿」として常時展示されることになる。
収容中に統合失調症は回復したと伝えられるが、その後も結核と栄養失調に苦しむ。肺尖カタルが悪化し37度の発熱と下痢が続いたが、この間も『明るいペシミストの唄』など詩篇が発表された他、『超越者』 を書き上げていた（未発表）。
1930年（昭和5年）4月29日午前9時、死去。享年31（法名「釋清文」）。同年2月11日に擱筆した自伝的長編小説『母と子』が絶筆となった。
1932年（昭和7年）、保養院々長・池田隆徳は「島田清次郎君の死」を発表した。なお、入院中のカルテ等は、太平洋戦争末期に空襲で保養院が焼失したため現存しない。
墓は、白山市営美川墓地公苑にある。「南無阿彌陀佛」と刻まれた墓石の前に「文豪 島田清次郎の墓碑」の看板が設置されている他、旧・美川町長による「文豪島田清次郎君、ここに眠る」の説明が掲示されている。
別れた内縁の妻・豊（旧姓・小林）との間に一子、良輔があったが、早稲田大学在学中の1945年（昭和20年）8月15日に死去した。豊は再婚し藤田姓となり、成城から熱海へ転じ長く暮らした。
美川町は、1994年（平成6年）、当時日本で唯一の恋愛小説限定の文学賞である島清恋愛文学賞を制定した。美川町が2005年に市町村合併により白山市となった以降も、主催者の変遷を重ねながら運営が継続されている。

## 著作
- 『死を超ゆる』 - 『中外日報』で執筆者として働いていた頃に書いたデビュー作。
- 『地上』
  - 代表作で「第1部 地に潜むもの」「第2部 地に叛くもの」「第3部 静かなる暴風」「第4部 燃ゆる大地」の全4部構成（新潮社刊）。小学校から金沢商業退学までの人生経験を基に、貧困の中で恋愛や社会の不正・不平等に目覚める思春期の少年を描いた青春小説としてスタートした。
  - 代表作とされる「地に潜むもの」は、インターネット図書館「青空文庫」にて閲覧できる。
  - 『地上』第1部は1957年（昭和32年）、吉村公三郎監督、新藤兼人脚本、伊福部昭音楽、川口浩・田中絹代主演で、大映により映画化されており、後に角川映画でDVD化されている。
- 『改元』 - 島田が洋行から帰国した後に、『地上』シリーズの続編として発表。「第1巻 我れ世に勝てり」「第2巻 我れ世に敗れたり」の2部構成。
  - 第2巻の原稿は1922年（大正11年）に完成し「新しき太陽」というサブタイトルで出版の予定だったが、前後して舟木芳江とのスキャンダルから出版社から出入り禁止となったことから、刊行は保養院に入院後の1924年（大正13年）に持ち越された。「我れ世に敗れたり」と言うサブタイトルは、出版した春秋社によるもの。
- 『大望』 - 短編集、少年時代の習作を改稿。
- 『帝王者』 - 戯曲集・｢閃光雑記」。
- 『革命前後』 - 戯曲集。
- 『勝利を前にして』 - 評論・講演録集。
- 『早春』 - 箴言 アフォリズムや雑感を集めた感想集。
- 『母と子』 - 自伝的長編小説。未発表に終わり、石川近代文学館に原稿が保存されている。

『地上』は、第1部が島田の入院中、円本ブームに乗じて刊行された「現代長篇小説全集」（1929年-1931年）に収録された。菊池寛は『地上』は凡庸者の筆に成る作ではないと作品を評価、蹉跌した島田の才を惜しんだ。その後、多くの社会主義的作品が内務省検閲により発禁の書とされたのに対し、新潮文庫には第1部・第2部が収録され、太平洋戦争の直前まで版を重ねていた。三岸節子、宮尾登美子は「わが青春の書」として『地上』を挙げている。川端康成、中原中也、横光利一、森山啓、平野謙、伊東一夫も島田を評価した。
1947年（昭和22年）、菊池寛の推薦に、永井荷風の『罹災日録』を出版していた扶桑社（東京都中野区野方にあった出版書肆。現在の扶桑社とは別会社）から第1部から第3部までが復刊された。装丁を青山二郎が手がけた第一部「地に潜むもの」は版を重ね、扶桑社は絶筆となった原稿『超越者』『母と子』の刊行準備もしていた。その後、第1部が副題を外し『地上』として、1957年に新潮社から、1973年に季節社から刊行され版を重ねている。その後、1986年に『地上』全シリーズ6巻が黒色戦線社から復刻された。
以下に『地上』あらすじを記す。
第1部　
大河平一郎は、中学生。大河村きっての豪家北野家の外孫であるが、平一郎が3歳であったときに父・大河俊太郎が死亡し、母・お光とともに金沢の芸者周旋屋の2階を借りて暮らす。吉倉和歌子という恋人がいるが、突然冬子が現れて春風楼に移り住むことになる。冬子は東京の実業家・天野栄介の妾となって連れて行かれる。冬子は平一郎を引き取って天野に世話をさせようとし、平一郎は上京したが、天野こそお光の双子・綾子の一生を狂わせた張本人であった。そのことは、冬子も平一郎も何も知らなかった。

第2部　
東京で成功した実業家・三崎の世話になっていた赤倉清造は、正義感と激情から金沢に帰る。おじの家から市の商業学校へ通うことになるが、弁論大会の演説が学校側で問題になり、停学処分を受ける。上京し、母の再婚先である鼻緒職人の家に世話になり、それから洋品屋の小僧、出版社外交の下働きと転々として、認められないことに憤慨し、自殺未遂を起こす。そのために家にいられなくなった母を抱えて鉄工場の職工になるが、ストライキをあおってくびになり、金沢に帰る。三崎の世話になる前からの知り合い芸者・小菊と母とを殺して死刑。この汚れた世界は潔い正しい者が生きるに値しないとして、死ぬつもりで凶行に及んだ。

第3部　
大河平一郎は天野邸を出た後、放浪生活を送るが、郷里の母が重病になったので帰郷し、看護しながら、新聞社の発送係をする。折しも金沢では異端の宗教が勢力を張り、労働階級も静かに興りつつあり、天野ら資本家も大同団結を画策する。平一郎は、たまたま金沢に帰っていた和歌子と能登に旅行し、長い間中国にいた社会主義者・明智豊之助と会い、その紹介で京都の新聞社から招かれ、京都に移る。社会主義にも必ずしも賛同できず、和歌子も帰ってこなかったし、恋した女である緑も彼の熱情を受け容れない。平一郎は孤独になるが、それは万人のため生き、死ぬ自分の運命であると達観する。

第4部　
作品「新しい世界への道」で文学界、思想界の新星となった野島民造は、友人中谷とともに暮らしていたころ親しかった中谷の妹・艶子が、兄の破滅と病気の妹を救うために芸者になっているのに会う。そこへ飯坂栄子に斬り込まれる。栄子がその場で自殺したので、危うく殺人の疑いをかけられそうになるのを艶子の小菊の証言で、かろうじて免れて、この事件のためにさびしく外遊の途に就く。飯坂栄子は、古参の社会主義者飯坂利助の娘で、吉川博士の令嬢真珠と、恋を争った結果、一度は民造の婚約者になったが、父の一存で破棄されたのである。

## 評伝
- 杉森久英『天才と狂人の間』 - 評伝小説、第47回直木賞（1962年）を受賞。舟木芳江が存命中だったため名前を変更しているほか、一部脚色された箇所があるとされる。
- 佐藤春夫『更生記』 - 島田清次郎をモデルにしている。
- 『栄光なき天才たち』10巻 - 漫画による伝記。
- 風野春樹『島田清次郎　誰にも愛されなかった男』（本の雑誌社、2013年） - 前者が島田の精神病院収容で終わるが、この評伝は収容後のことも調べている。また『天才と狂人の間』にあった事実誤認も指摘している。

## 関連作品

### 映画
- 『女性の戯れ』1926年7月24日公開、松竹作品、監督：池田義信、出演：三田英児、筑波雪子、武田春郎ほか
  - 舟木芳江事件を映画化したもの。島田清次郎を三田英児（劇団四季を創立した浅利慶太の父）が演じた。
- 『地上』1957年11月22日公開、大映作品、昭和32年度芸術祭参加作品、監督：吉村公三郎、脚本：新藤兼人、音楽：伊福部昭、出演：川口浩、野添ひとみ、田中絹代、香川京子、佐分利信、殿山泰司、山茶花究、上田吉二郎、三宅邦子、川崎敬三ほか

### テレビドラマ
- 『地上』NHK名古屋放送局制作、1962年7月20日放送。シナリオ：新藤兼人、脚色：鳴子京太、神田典之、出演：大河平一郎：長谷川明男、吉倉和歌子：磯村みどり
- 『みつめいたり』フジテレビ制作、1968年10月6日 - 12月29日放送。第6回放送批評家賞（ギャラクシー賞）受賞作品。脚本：山内久、立原りゅう、演出：森川時久、出演：栗原小巻、高橋長英、神田隆、江守徹
- NHK連続テレビ小説『ロマンス』（1984年）の物語中に島田清次郎が登場する。主人公たちが所属する映画会社で『地上』を映画化することになり、島田も許可するが、撮影現場に現れ、難癖を付けて撮影を中止させる。そのことに発奮した主人公が、幼いころの実体験を元に映画を完成させるが、島田から「本当の貧困を描いていない」と批判され、主人公はそれまでの自分を振り返り、本当に作りたい映画とは何なのか模索することになる。劇中、岸田今日子が『地上』を絶賛する熱烈な清次郎ファンを演じた。
- 『涙たたえて微笑せよ 明治の息子・島田清次郎』島田清次郎を主役にしたNHK土曜ドラマ。1995年4月15日放送。　作：早坂暁、演出：久世光彦。主演の本木雅弘が島田清次郎を演じた。他の出演は清水美砂、いしだあゆみ、高岡早紀、藤田敏八、筒井康隆、芦田伸介、加藤治子、米倉斉加年、葉月里緒菜、長谷川和彦、椎名桔平ほか。DVDが発売されている。

### 演劇
- 戯曲 松田章一『島清、世に敗れたり』 - 1983年度文化庁舞台芸術創作奨励特別賞[8]
  - 劇団北陸新協（五十周年記念公演）、演出：田中一朗、オリジナル脚本版公演、1984年（金沢）
  - 劇団昴・演劇集団 円（文化庁後援）、企画：福田恆存・演出：荒川哲生、 1985年（東京）・1986年（文化庁移動芸術祭西日本公演）
  - 青年劇場、演出：松波喬介、2000年（東京）
  - 地人会、演出：高瀬久男、2005年（東京・紀伊國屋サザンシアター）
- 戯曲 尾崎太郎『赤い大地の上に立ち』 - 2004年度文化庁舞台芸術創作奨励賞佳作[9]
  - 眼鏡倶楽部、2008年（名古屋・ナビロフト）